# Пионер (Краснодарский край)
Пионе́р — хутор в Кущёвском районе Краснодарского края.
Входит в состав Шкуринского сельского поселения.

## География
Хутор находится в северной части Приазово-Кубанской равнины, на расстоянии 19 км к западу от станицы Кущёвская, административного центра района.

## Население
| 2002 | 2010 |
| ---- | ---- |
| 72   | ↘66  |

## Улицы
На хуторе имеется одна улица — Пионерская.